# قائمة المؤرخين المسلمين
فيما يلي قائمة بأسماء المؤرخين المسلمين الذين كتبوا في التأريخ الإسلامي، وهو تقليد علمي نشأ وتطور انطلاقًا من أدبيات الحديث النبوي الشريف وأعمال المحدثين في زمن الخلفاء الراشدين، ثم ازدهر خلال العصور الأموية والعباسية وما بعدها.
وقد اعتمد هذا النوع من التأريخ على جمع الروايات الشفوية، وتدوين أخبار السيرة النبوية، والمغازي، والفتوحات، وسير الصحابة، ثم توسّع لاحقًا ليشمل تواريخ الدول والأقاليم، وأحوال الملوك والسلاطين، والنظم الإدارية والاقتصادية، وحتى الظواهر الاجتماعية والثقافية.
تركز هذه القائمة على المؤرخين الذين عاشوا وألفوا كتبهم قبل العصر الحديث، أي قبل أن يتأثر العالم الإسلامي تأثيرًا كبيرًا بالمناهج والأساليب الغربية الحديثة في التأريخ، وهو ما بدأ يظهر بوضوح منذ القرن التاسع عشر فصاعدًا مع توسع النفوذ الأوروبي، وظهور الطباعة، وانتشار الجامعات الحديثة. وعليه، فالقائمة تشتمل على مؤرخي العصور الكلاسيكية والوسيطة، ممن ساهموا في تأسيس وتطوير التراث التأريخي الإسلامي الغني والمتنوع.

## مؤرخو الفترة التكوينية
تُعَدُّ الفترة التكوينية من تاريخ التأريخ الإسلامي من أهم المراحل التي وُضِعت فيها اللبنات الأولى لعلم التاريخ في الحضارة الإسلامية، حيث بدأت محاولات تسجيل الأخبار والأحداث والوقائع ذات الطابع الديني والسياسي والاجتماعي بشكل منظم، وذلك في ظل تَشَكُّل الهوية الثقافية والمعرفية للأمة الإسلامية بعد عصر الرسالة والخلافة الراشدة، ومرورًا بالتحولات الكبرى التي شهدتها الدولة الأموية ثم العباسية.
وقد تميز هذا العصر المبكر من التأريخ الإسلامي بالاعتماد الكبير على الرواية الشفوية، وخاصة تلك التي نشأت في سياق علم الحديث والسير والمغازي، ما جعله يتقاطع في نشأته مع علوم أخرى مثل الفقه، والحديث، والأنساب، مما أضفى عليه طابعًا موسوعيًا في بعض الأحيان. وكان الدافع الرئيس للتأريخ في هذه المرحلة مزدوجًا: دينيًا من جهة، إذ سعى العلماء إلى توثيق سيرة النبي صلى الله عليه وسلم وصحابته والفتوحات الإسلامية الأولى، وسياسيًا من جهة أخرى، حيث أملت الحاجة إلى تسجيل المآثر والأنساب وتثبيت شرعية الحكم لدى مختلف التيارات السياسية.
وقد شهدت هذه الفترة تطورًا تدريجيًا في أدوات الكتابة التاريخية، بدءًا من التدوين المجزأ والاختزال في الأخبار، مرورًا بجمع الروايات المختلفة حول حادثة واحدة، وانتهاءً بمحاولات التركيب والسرد المتصل، وهي مراحل مهّدت لما سيكون لاحقًا من نضج في الكتابة التاريخية الكلاسيكية التي ازدهرت في القرون اللاحقة.
وقد دأب المؤرخون في هذه المرحلة على توثيق أحداث القرن الأول والثاني الهجريين، مع التركيز على سيرة النبي صلى الله عليه وسلم، ومعارك الصحابة، وأحداث الفتنة الكبرى، ووقائع الدولة الأموية الناشئة، ثم الدولة العباسية. وكان أغلب هؤلاء المؤرخين من المحدثين أو الرواة الذين ينقلون الأخبار بالأسانيد، ما منح هذا النوع من التأريخ طابعًا تقريريًا خبريًا أكثر منه تحليليًا نقديًا، وهو ما يمكن تَفهّمه بالنظر إلى الطابع الديني الذي طغى على العلوم في تلك المرحلة.
ولتسهيل دراسة هذه المرحلة التكوينية الهامة، يمكن تقسيمها إلى خمسة عصور زمنية متتالية، يغطي كل منها نحو نصف قرن، حيث يظهر في كل منها عدد من الأعلام البارزين الذين كانت لهم مساهمات تأسيسية في ترسيخ قواعد الكتابة التاريخية في الإسلام، وهم كما يلي:

### العصر الأول من 700م-750م
تاريخ ابن الزبير والزهري لم يعودا موجودان، ولكن تم الإشارة إليه في أعمال لاحقة.
- عروة بن الزبير (ت 712م)
- أبان بن عثمان بن عفان (ت 723)
- وهب بن منبه (ت 735)

### العصر الثاني من 750م-800م
- ابن شهاب الزهري (ت 741)
- موسى بن عقبة (ت 758)
- ابن إسحاق (ت 761) سيرة رسول الله ﷺ
- أبو مخنف (ت 774) مقتل الحسين

### العصر الثالث من 800م-860م
- هشام بن الكلبي (ت 819م)
- الواقدي (ت 823م) كتاب التاريخ والمغازي
- ابن هشام (ت 835م)
- ابن سعد (ت 845م)
- خليفة بن خياط (ت 854م)
- محمد بن حبيب البغدادي (ت 860م)

### العصر الرابع من 860م-900م
- ابن عبد الحكم (ت 871م) فتوح مصر والمغرب وأخبارها
- ابن قتيبة (ت 889م) عيون الأخبار ، الإمامة والسياسة
- أبو حنيفة الدينوري (ت 891م) أكبر الطوال
- البلاذري (ت. 892م)
- محمد بن جرير الطبري (838م-923م) تاريخ الأنبياء والملوك (تاريخ الطبري)

### العصر الخامس من 900م-950م
- اليعقوبي (ت 900م) تاريخ اليعقوبي
- أحمد بن فضلان (ت. بعد 922م)
- أحمد بن أعثم (ت 314/926-27) الفتوح
- أبو محمد الحسن الهمداني (ت 945م)

### هوامش تعريفية مختصرة
تبرز لنا من خلال هذه العصور الخمسة ملامح تطور الكتابة التاريخية في الإسلام، بدءًا من المحاولات الأولى لتوثيق الأحداث والسير من خلال الرواية الشفوية، ووصولًا إلى نماذج أكثر تركيبًا ونضجًا اتسمت بالتصنيف الموضوعي، واعتماد المصادر المتنوعة، والتنظيم المنهجي للمادة التاريخية. لقد وضع مؤرخو هذه المرحلة التكوينية الأسس التي بُني عليها لاحقًا صرح التأريخ الإسلامي الكلاسيكي، وأسهموا في تكوين ذاكرة الأمة وتسجيل سيرتها الحضارية والدينية والسياسية.
ومع أن كثيرًا من مؤلفات هذه المرحلة لم يصلنا بصورتها الأصلية، فإن أخبارها وما حفظ منها عبر الكتب المتأخرة يشهد على غزارة الإنتاج ونوعية الجهود التي بُذلت في سبيل التوثيق والفهم. ولا شك أن دراسة هؤلاء المؤرخين، وفهم مناهجهم، والاطلاع على مروياتهم، يمثل خطوة لا غنى عنها لفهم مسار تطور الفكر التاريخي في الحضارة الإسلامية، والتفاعل الحي بين الدين والتاريخ، بين الخبر والتحليل، وبين النص والواقع.
1. عروة بن الزبير: من كبار التابعين، وهو أحد أوائل من دوّن المغازي والسير.
2. ابن إسحاق: يُعد من أبرز مؤرخي السيرة النبوية، ومؤلفه الأصلي مفقود، إلا أنه وصلنا عبر رواية ابن هشام.
3. الواقدي: من أوائل من صنّف في المغازي بشكل مستقل ومنهجي، أثّر في معظم من جاء بعده.
4. الطبري: شيخ المؤرخين، جمع بين الرواية والتفسير في عمله الموسوعي الشهير تاريخ الأمم والملوك.
5. البلاذري: من مؤرخي الفتوح، له نظرة تحليلية وسياسية واضحة في أعماله.

## مؤرخو الفترة الكلاسيكية

### إسهامات المؤرخين الكلاسيكيين في بناء الهوية الإسلامية وحفظ التراث الحضاري
شهدت الحضارة الإسلامية، منذ القرن الثالث الهجري/التاسع الميلادي وحتى نهايات القرن التاسع الهجري / الخامس عشر الميلادي، ازدهارًا كبيرًا في ميادين المعرفة الإنسانية، وكان علم التاريخ من بين أبرز هذه الميادين التي نمت وتطورت بشكل لافت. ففي هذا العصر الذي يُصطلح عليه عادة بـ"العصر الكلاسيكي"، تبلورت الملامح النهائية للمدوّنة التاريخية الإسلامية، وظهرت فيه أعلام ومؤلفات لا تزال تُعدّ من المصادر الأساسية لفهم التاريخ الإسلامي والعالمي على حدّ سواء.
لقد اتسع نطاق الكتابة التاريخية في هذا العصر من حيث الزمان والمكان، ومن حيث الموضوعات والمناهج. فلم يعد المؤرخ محصورًا في سرد أخبار الخلفاء والغزوات والسير النبوية فحسب، بل أصبح معنيًا أيضًا بتاريخ المدن والأقاليم، وتاريخ العلماء والفقهاء، والطبقات والأنساب، بل وتاريخ الشعوب غير المسلمة كما في كتابات الجغرافيين والرحالة. وقد لعبت العوامل السياسية والاجتماعية والدينية دورًا بارزًا في إثراء هذا التراث، إذ كان الخلفاء والسلاطين والأمراء غالبًا ما يشجعون التدوين التاريخي؛ إما لتخليد ذكراهم، أو لترسيخ شرعيتهم، أو لتوثيق أخبار دولتهم، مما أسهم في إنتاج كمّ هائل من الكتب التاريخية ذات القيمتين العلمية والسياسية.
وتبرز في هذا العصر أسماء لامعة لمؤرخين من مختلف الأقاليم الإسلامية، مما يعكس الطبيعة العالمية والمتعددة المراكز للحضارة الإسلامية. فبين العراق وفارس، ومصر والشام، والمغرب والأندلس، والهند وآسيا الوسطى، تنوّعت المدارس التاريخية، وتباينت طرائق التصنيف، وإن جمع بينها جميعًا هدف مشترك هو حفظ الذاكرة الإسلامية، وتقديم العبرة من وقائع الماضي.
في العراق وفارس، حيث ازدهرت الخلافة العباسية وبوركت الحركة العلمية، ظهر مؤرخون مثل المسعودي صاحب مروج الذهب، والطبري صاحب تاريخ الأمم والملوك، والبيهقي، وابن مسكويه، وابن الأثير، وبلغت الكتابة التاريخية هناك قمة في الجمع بين الإخبار والتحليل، وبين التأريخ السياسي والديني والأدبي. وفي المشرق العربي، خاصة في مصر والشام وفلسطين، برز مؤرخون أفذاذ أمثال ابن عساكر، وابن خلكان، والذهبي، وابن كثير، والمقريزي، الذين أرسوا قواعد دقيقة في علم التراجم والطبقات والتاريخ المحلي.
أما في المغرب والأندلس، فقد تطورت مدرسة تاريخية خاصة تأثرت بالطابع المحلي، لكنها لم تغفل البعد الإسلامي العام، كما يتجلى في أعمال القاضي عياض، وابن حيان، وابن خلدون صاحب المقدمة التي مثلت ثورة في علم الاجتماع التاريخي، وابن أبي زرع، ولسان الدين بن الخطيب، وغيرهم من أعلام الفكر الأندلسي والمغربي.
وفي الهند الإسلامية، برزت محاولات توثيق التفاعل الثقافي بين الإسلام والحضارات الهندية، من خلال كتابات البيروني، وأمير خسرو، وضياء الدين برني، وقد مزج هؤلاء المؤرخون بين الرواية التاريخية والتحقيق العلمي والجغرافي، ما يعكس أفقًا واسعًا في النظر إلى التاريخ بوصفه علمًا معرفيًا متكاملاً.
تجمع هذه الحقبة من المؤرخين بين صفة التنوع والاتساع؛ فمنهم من كان فيلسوفًا أو طبيبًا أو فقيهًا قبل أن يكون مؤرخًا، ومنهم من انتمى إلى البلاط السلطاني أو انخرط في الحياة الدبلوماسية أو انشغل بالتدريس والتصنيف في المساجد والمدارس. ومع ذلك، فإن ما يجمع بينهم هو النزعة إلى توثيق الذاكرة، والاهتمام بالعبر، والسعي إلى إنتاج معرفة تاريخية تتسم بالمنهجية والنقد، ولو بدرجات متفاوتة.
وفيما يلي استعراض موجز لأبرز أعلام هذه المرحلة الكلاسيكية من المؤرخين المسلمين، مرتبين حسب أقاليمهم الكبرى، لتتضح من خلالهم ملامح الكتابة التاريخية الإسلامية في أوج ازدهارها وانتشارها.

### العراق وإيران
- أبو بكر بن يحيى الصولي (ت 946م)
- علي المسعودي (ت 955م) مروج الذهب
- سنان بن ثابت (ت 976م)
- أبو حامد الصاغاني (ت 990م) أحد أقدم مؤرخي تاريخ العلوم
- ابن مسكويه (ت 1030م)
- العتوب (ت 1036م)
- هلال الصايئ بن المحاسن السبيعي (ت 1056م)
- الخطيب البغدادي (ت 1071م) تاريخ بغداد (معجم سيرة كبار الشخصيات البغدادية)
- أبو الفضل البيهقي (995م–1077م) تاريخ المسعودي (المعروف أيضًا باسم تاريخ البيهقي)
- أبو الفرج بن الجوزي (ت 1201م)
- ياقوت الحموي (1179م–1229م) مؤلف معجم البلدان
- ابن الأثير (1160م–1231م) الكامل في التاريخ
- محمد بن علي الراوندي (حوالي 1204م) راحة الصدور (تاريخ الدولة السلجوقية الكبرى وتفككها إلى بايات صغيرة)
- ظاهر الدين نصر محمد عوفي (ت 1242م)
- سبط بن الجوزي (ت 1256م)
- حمدالله المستوفي (ت 1281م)
- ابن بيبي (ت. بعد 1281م)
- عطاء مالك الجويني (1283م)
- ابن الطقطقي (ت. بعد 1302م)
- ابن الفوطي (ت 1323م)
- وصاف الشيرازي (ت. 1323م)
- رشيد الدين فضل الله الهمداني (ت 1398م) جامع التواريخ
- شرف الدين علي يزدي (ت. 1454م)
- مير خوند (ت 1498م) روضة الصفا

### مصر وفلسطين وسوريا
- شمس الدين المقدسي (ت. 1000م)
- ظاهر الدين النيسابوري حوالي 1175م
- عز الملك المسبحي (ت 1030م)، أخبار مصر
- ابن القلانسي (ت 1160م)
- ابن عساكر (ت 1176م)
- أسامة بن منقذ (ت 1188م)
- عماد الدين الكاتب الأصفهاني (ت 1201م)
- عبد اللطيف بن يوسف البغدادي (ت 1231م)
- بهاء الدين بن شداد (ت 1235م) النوادر السلطانية والمحاسن اليوسفية (التاريخ النادر والممتاز لصلاح الدين الأيوبي)
- سبط بن الجوزي (ت 1256م) مرآة الزمان
- ابن العديم (ت 1262م)
- أبو شامة شهاب الدين المقدسي (599هـ-665هـ/1203م-1268م) [1]
- ابن خلكان (ت 1282م)
- محيي الدين بن عبد الظاهر (ت 1293م)
- أبو الفداء (ت 1331م)
- شهاب الدين النويري (ت 1332م)
- جمال الدين المزي (ت 1341م)
- شمس الدين الذهبي (ت 1348م) تاريخ الإسلام الكبير
- ابن كثير الدمشقي (ت 1373م) البداية والنهاية
- ابن الفرات المصري (ت 1405م)
- تقي الدين المقريزي (ت. 1442م) السلوك لمعرفة دول الملوك (تاريخ مصر المملوكي)
- ابن حجر العسقلاني (ت 1449م)
- بدر الدين العيني (ت 1451م)
- ابن تغري بردي (ت. 1470م) النجوم الزاهرة في ملوك مصر والقاهرة (تاريخ مصر)
- شمس الدين السخاوي (ت 1497م)
- جلال الدين السيوطي (ت 1505م) تاريخ الخلفاء
- مجير الدين العليمي (ت.1522م)

### الأندلس والمغرب
- القاضي النعمان (ابن حيون) (ت 974م)
- ابن القوطية (ت 977م) تاريخ افتتاح الأندلس
- ابن الفرضى (ت 1012م)
- ابن حزم الأندلسي (ت 1063م)
- يوسف بن عبد البر (ت 1071م)
- ابن حيان القرطبي (ت 1075م)
- العُذري (ت 1085م)
- أبو عبيد عبد الله البكري (ت. 1094م)
- القاضي عياض (ت 1149م)
- محمد البيذق (ت 1164م)
- ابن رشد (ت 1198م)
- عبد الواحد المراكشي
- القرطبي (ت 1273م)
- عبد العزيز الملزوزي (ت 1298م)
- ابن عذاري (ت 1312م)
- ابن بطوطة (ت. 1369م)
- لسان الدين ابن الخطيب (ت 1374م)
- ابن أبي زرع (ت. 1320م) روض القرطاس
- إسماعيل بن الأحمر (ت 1406م)
- ابن خلدون (ت 1406م) المقدمة والعِبَر

### الهند
- أبو الريحان البيروني (ت. 1048م) كتاب في تحقيق ما للهند ، الآثار الباقية عن القرون الخالية
- منهاج السراج الجوزجاني (ت. بعد 1260م)
- أمير خسرو (ت 1325م)
- ضياء الدين برني (ت. 1357م)
- أكبر شاه خان نجيب آبادي (1875م–1938م)
- حكيم سيد ظل الرحمن مؤرخ طبي هندي في العصور الوسطى
- السيد شمس الله قادري (24 نوفمبر 1885م – 22 أكتوبر 1953م)
- محمد أسد الله الغالب (15 يناير 1948م)

### هوامش تعريفية مختصرة
إنّ مؤرخي الفترة الكلاسيكية في الحضارة الإسلامية لا يمثلون مجرد ناقلي أخبار أو جامعي روايات، بل كانوا صنّاع ذاكرة، ووسطاء بين الماضي والحاضر، يسهمون في بناء هوية جماعية للأمة من خلال الكتابة التاريخية التي جمعت بين العلم والأدب، وبين التحليل والوصف، وبين التجربة الفردية والرؤية الشاملة. ولعل أبرز ما ميّز إنتاجهم هو تعدد المشارب المعرفية التي جاءوا منها؛ فمنهم الفقيه والمحدث، والفيلسوف والطبيب، والأديب والجغرافي، وحتى السياسي والدبلوماسي، مما منح مؤلفاتهم ثراءً لا يُضاهى واتساعًا نادرًا في الرؤية.
لقد تمكن هؤلاء المؤرخون من توثيق تفاصيل دقيقة عن الحياة السياسية والاجتماعية والاقتصادية والثقافية في عصورهم، كما حفظوا تراث الشعوب والأقاليم المختلفة التي اندمجت تحت مظلة الحضارة الإسلامية. كما أن كثيرًا من هذه المصادر الكلاسيكية لا تزال، إلى اليوم، مرجعًا لا غنى عنه للباحثين المعاصرين في شتى الحقول: من الدراسات الإسلامية، إلى التاريخ المقارن، إلى الفلسفة والأنثروبولوجيا واللسانيات.
وإذا كان بعضهم قد كُتب له الذيوع والانتشار، مثل الطبري والمسعودي وابن الأثير وابن خلدون، فإن آخرين لا يزالون بحاجة إلى إعادة قراءة واستكشاف، لأن في نصوصهم زوايا مهمشة، وقراءات مغايرة، وأسئلة تاريخية مفتوحة. إن إعادة إحياء تراث هؤلاء المؤرخين هو إحياءٌ لجانب من الروح العلمية النقدية التي ميّزت الحضارة الإسلامية في أبهى تجلياتها.
وعليه، فإن هذه القائمة التي تضم نخبة من المؤرخين الكلاسيكيين عبر الأقاليم الإسلامية المختلفة، لا تُعدّ شاملة لكل الأسماء، بل هي إشارة إلى اتساع الفضاء التاريخي الإسلامي، وثرائه، وتعدده، وهي دعوة إلى العودة إلى هذا التراث الزاخر، لا بوصفه ماضٍ منتهٍ، بل بوصفه كنزًا معرفيًا حيًا لا يزال قادرًا على الإلهام والتحفيز والفهم العميق لحركة التاريخ في الإسلام والعالم.

#### العراق وإيران
1. الصولي (ت 946م): أديب ومؤرخ من البصرة، اشتُهر بتأريخه للخلفاء العباسيين ومجالسهم.
2. المسعودي (ت 955م): مؤرخ وجغرافي، صاحب مروج الذهب، جمع بين الرواية والتأمل الفلسفي.
3. سنان بن ثابت (ت 976م): طبيب ومؤرخ، ينتمي إلى عائلة علمية شهيرة؛ ساهم في نقل علوم اليونان.
4. الصاغاني (ت 990م): من أوائل من أرّخوا لتاريخ العلوم، خصوصًا في الفلك والرياضيات.
5. ابن مسكويه (ت 1030م): فيلسوف ومؤرخ، له كتاب تجارب الأمم.
6. الخطيب البغدادي (ت 1071م): صاحب تاريخ بغداد، موسوعة في تراجم أعلام بغداد.
7. البيهقي (995–1077م): مؤرخ بلاط الغزنويين، كتب تاريخ المسعودي.
8. ابن الجوزي (ت 1201م): واعظ ومؤرخ، اشتهر بكتابه المنتظم في تاريخ الملوك والأمم.
9. ياقوت الحموي (1179–1229م): جغرافي ومؤرخ، مؤلف معجم البلدان.
10. ابن الأثير (1160–1231م): صاحب الكامل في التاريخ، موسوعة شاملة للتاريخ الإسلامي والعالمي.
11. الراوندي (ت نحو 1204م): مؤرخ الدولة السلجوقية الكبرى، مؤلف راحة الصدور.
12. رشيد الدين الهمداني (ت 1398م): وزير ومؤرخ مغولي، صاحب جامع التواريخ.
13. شرف الدين علي يزدي (ت 1454م): مؤرخ البلاط التيموري، كتب ظفرنامه عن تيمورلنك.

#### مصر وفلسطين وسوريا
1. المقدسي (ت 1000م): جغرافي مقدسي، صاحب أحسن التقاسيم.
2. المسبحي (ت 1030م): مؤرخ القصر الفاطمي، صاحب كتاب أخبار مصر.
3. ابن عساكر (ت 1176م): محدث ومؤرخ، كتب تاريخ دمشق الضخم.
4. ابن شداد (ت 1235م): مؤرخ صلاح الدين، مؤلف النوادر السلطانية.
5. النويري (ت 1332م): موسوعي مصري، كتب نهاية الأرب في الفنون المختلفة.
6. الذهبي (ت 1348م): من أعظم محدثي ومؤرخي الإسلام، كتب تاريخ الإسلام.
7. ابن كثير (ت 1373م): صاحب البداية والنهاية، مؤرخ شاملي الطابع.
8. المقريزي (ت 1442م): مؤرخ مصر المملوكية، صاحب السلوك لمعرفة دول الملوك.
9. ابن حجر العسقلاني (ت 1449م): محدث ومؤرخ، مؤلف الإصابة في معرفة الصحابة.
10. السيوطي (ت 1505م): موسوعي ومؤرخ، كتب تاريخ الخلفاء.

#### الأندلس والمغرب
1. ابن القوطية (ت 977م): مؤرخ فتح الأندلس، من نسل ملوك القوط.
2. ابن حزم (ت 1063م): فقيه وأديب، له كتاب جمهرة أنساب العرب وتواريخ أخرى.
3. ابن حيان القرطبي (ت 1075م): من أبرز مؤرخي الأندلس، مؤلف المقتبس.
4. البكري (ت 1094م): جغرافي ومؤرخ، كتب المسالك والممالك.
5. ابن عذاري (ت 1312م): صاحب البيان المغرب في أخبار الأندلس والمغرب.
6. ابن أبي زرع (ت 1320م): كتب روض القرطاس عن تاريخ فاس والمغرب.
7. ابن خلدون (ت 1406م): مؤسس علم الاجتماع، صاحب المقدمة والعِبر.

#### الهند
1. البيروني (ت 1048م): عالم موسوعي، مؤلف تحقيق ما للهند من مقولة.
2. أمير خسرو (ت 1325م): شاعر ومؤرخ هندي فارسي، خدم عدة سلاطين في دلهي.
3. برني (ت 1357م): مؤرخ سلطنة دلهي، كتب تاريخ فيروز شاه.

## مؤرخو العصر الحديث المبكر

### إسهامات المؤرخين في توثيق وتحليل التاريخ الإسلامي
مؤرخو العصر الحديث المبكر يمثلون أحد الأجزاء الحيوية التي توثق وتحلل الحقبات التاريخية التي شكلت ملامح العالم الإسلامي في الفترة التي تلت العصور الوسطى وحتى بداية العصر الحديث. وتعتبر هذه الحقبة فترة مليئة بالأحداث الجسام والتحولات العميقة التي حدثت في العديد من الإمبراطوريات الإسلامية، ومنها الدولة العثمانية، والإمبراطورية الصفوية، والهند المغولية. يعد المؤرخون من هذه الفترة مصادر أساسية لفهم تطور الدول، وتأثيراتها في شتى المجالات، من السياسة والثقافة إلى الدين والاجتماع.
في ظل الدولة العثمانية، شهدت الساحة الفكرية والتاريخية ظهور عدد من المؤرخين الذين تركوا بصماتهم العميقة على السجلات التاريخية. من هؤلاء، عاشق باشا زاده الذي يعد واحداً من المؤرخين البارزين في القرن الخامس عشر، وطورسون بك الذي كان له دور مهم في نقل الأحداث العثمانية. وإلى جانب هؤلاء، نجد إدريس البدليسي، ابن كمال باشا، ونصوح السلاحي، الذين اجتهدوا في تدوين الأحداث وتفسير التحولات السياسية والعسكرية التي شهدتها الدولة العثمانية خلال هذه الفترة الهامة. كما لا يمكننا إغفال المؤرخين المتأخرين مثل مصطفى علي عبد المولى وحاجي خليفة (كاتب جلبي)، اللذين أسهما في إثراء المكتبة العثمانية بمؤلفات تاريخية كانت شاهدة على مسيرة الإمبراطورية في مراحلها المتقدمة.
على الجانب الآخر، يبرز المؤرخون المغاربة الذين عايشوا تطورات العالم الإسلامي خلال هذه الحقبة، مثل ابن إياس وأحمد محمد المقري التلمساني، الذين وثقوا الأحداث الكبرى في العالم العربي والمغرب، وكانوا يكتبون عن تاريخ بلادهم في سياق العلاقة مع الدولة العثمانية. كما أن عبد الرحمن الجبرتي، أحد أبرز المؤرخين في مصر، يعد مرجعاً مهماً لفهم التاريخ المصري في العصر العثماني، حيث سطر في كتابه "عجائب الآثار في التراجم والأخبار" تفاصيل مهمة عن تلك الحقبة.
إلى جانب هؤلاء المؤرخين، فإن الفترة التي شهدت الإمبراطورية الصفوية في بلاد فارس والهند المغولية كانت حافلة بالتطورات السياسية والثقافية التي أضافت قيمة تاريخية كبيرة. يعتبر محمد خواند مير وأبو الفضل بن مبارك من أبرز المؤرخين في هذه الفترات، حيث نقلوا لنا تاريخ هذه الإمبراطوريات بأدق تفاصيله، من الحروب والمعاهدات إلى التغيرات الثقافية والاجتماعية.
بالمجمل، تعد الأعمال التاريخية التي خلفها هؤلاء المؤرخون مرجعاً ثميناً لفهم تاريخ العالم الإسلامي في العصر الحديث المبكر، وتساعدنا على استكشاف العلاقات المعقدة بين الإمبراطوريات الإسلامية الكبرى في تلك الحقبة.

### التركية: الدولة العثمانية
- عاشق باشا زاده (ت. 1481م)
- طورسون بك (توفي بعد عام 1488م)
- إدريس البدليسي (ت. 1520م)
- ابن كمال باشا (ت. 1534م)
- نصوح السلاحي (ت. 1564م)
- خوجا سعد الدين أفندي (ت. 1599م)
- مصطفى علي عبد المولى (ت. 1600م)
- مصطفى السيلانيكي (ت. 1600م)
- حاجي خليفة (كاتب جلبي) (ت. 1647م)
- بچوي إبراهيم أفندي (ت. 1650م)
- أوليا جلبي (ت. بعد 1682م)
- مصطفى نعيمة (1655م–1716م) تاريخ نامه
- سلحدار فندقلي محمد آغا (ت. 1726م)
- أحمد رسمي أفندي (ت. 1783م)
- أحمد جودت باشا (ت. 1895م)

### الدولة العثمانية والمغرب
- ابن إياس (ت. بعد نوفمبر 1522م)
- أحمد محمد المقري التلمساني (ت 1632م)
- محمد الصغير الإفراني (ت. 1747م)
- محمد بن الطيب القادري (ت. 1773م)
- محمد خليل المرادي (ت. 1791م)
- عبد الرحمن الجبرتي (ت 1825م) عجائب الآثار في التراجم والأخبار
- أحمد بن خالد الناصري (ت 1897م)

### الفارسية: الإمبراطورية الصفوية والهند المغولية
- محمد خواند مير (ت. 1534م)
- أبو الفضل بن مبارك (ت 1602م) أكبرنامه
- عبد القادر البدايوني (ت 1615م)
- فريشته (ت. 1620م)
- إسكندر بك منشي (ت. 1632م)
- نظام الدين أحمد (ت. 1621م)
- شيخ عناية الله كمبة (ت. 1671م)
- محمد صالح كمبة (ت 1675م)
- أبو الفضل المعموري (حوالي 1700م)
- ميرزا مهدي خان استرآبادي (توفي 1760م)

### هوامش تعريفية مختصرة
مؤرخو العصر الحديث المبكر يمثلون أحد الأجزاء الحيوية التي توثق وتحلل الحقبات التاريخية التي شكلت ملامح العالم الإسلامي في الفترة التي تلت العصور الوسطى وحتى بداية العصر الحديث. وتعتبر هذه الحقبة فترة مليئة بالأحداث الجسام والتحولات العميقة التي حدثت في العديد من الإمبراطوريات الإسلامية، ومنها الدولة العثمانية، والإمبراطورية الصفوية، والهند المغولية. يعد المؤرخون من هذه الفترة مصادر أساسية لفهم تطور الدول، وتأثيراتها في شتى المجالات، من السياسة والثقافة إلى الدين والاجتماع.
في ظل الدولة العثمانية، شهدت الساحة الفكرية والتاريخية ظهور عدد من المؤرخين الذين تركوا بصماتهم العميقة على السجلات التاريخية. من هؤلاء، عاشق باشا زاده الذي يعد واحداً من المؤرخين البارزين في القرن الخامس عشر، وطورسون بك الذي كان له دور مهم في نقل الأحداث العثمانية. وإلى جانب هؤلاء، نجد إدريس البدليسي، ابن كمال باشا، ونصوح السلاحي، الذين اجتهدوا في تدوين الأحداث وتفسير التحولات السياسية والعسكرية التي شهدتها الدولة العثمانية خلال هذه الفترة الهامة. كما لا يمكننا إغفال المؤرخين المتأخرين مثل مصطفى علي عبد المولى وحاجي خليفة (كاتب جلبي)، اللذين أسهما في إثراء المكتبة العثمانية بمؤلفات تاريخية كانت شاهدة على مسيرة الإمبراطورية في مراحلها المتقدمة.
على الجانب الآخر، يبرز المؤرخون المغاربة الذين عايشوا تطورات العالم الإسلامي خلال هذه الحقبة، مثل ابن إياس وأحمد محمد المقري التلمساني، الذين وثقوا الأحداث الكبرى في العالم العربي والمغرب، وكانوا يكتبون عن تاريخ بلادهم في سياق العلاقة مع الدولة العثمانية. كما أن عبد الرحمن الجبرتي، أحد أبرز المؤرخين في مصر، يعد مرجعاً مهماً لفهم التاريخ المصري في العصر العثماني، حيث سطر في كتابه "عجائب الآثار في التراجم والأخبار" تفاصيل مهمة عن تلك الحقبة.
إلى جانب هؤلاء المؤرخين، فإن الفترة التي شهدت الإمبراطورية الصفوية في بلاد فارس والهند المغولية كانت حافلة بالتطورات السياسية والثقافية التي أضافت قيمة تاريخية كبيرة. يعتبر محمد خواند مير وأبو الفضل بن مبارك من أبرز المؤرخين في هذه الفترات، حيث نقلوا لنا تاريخ هذه الإمبراطوريات بأدق تفاصيله، من الحروب والمعاهدات إلى التغيرات الثقافية والاجتماعية.
تُعتبر أعمال المؤرخين في العصر الحديث المبكر من أهم المصادر التي تساهم في بناء فهم عميق لتاريخ العالم الإسلامي خلال الفترات التي شهدت تطور الإمبراطوريات العثمانية، الصفوية، والمغولية. من خلال سرد الأحداث السياسية والثقافية والاجتماعية، قدم هؤلاء المؤرخون شهادة حيّة على التغيرات الكبرى التي طرأت على المنطقة، وجعلوا من كتاباتهم مرجعية أساسية في دراسة هذه الفترات. إن أعمالهم تساهم في إبراز التفاعل بين مختلف القوى الإسلامية، وتعكس تأثيرات هذه الإمبراطوريات في تشكيل هوية العالم الإسلامي في العصور الحديثة.
1. عاشق باشا زاده (ت. 1481م): مؤرخ عثماني من القرن الخامس عشر، اشتهر بكتابته تاريخ الدولة العثمانية في فترة السلطان محمد الفاتح. يُعد من أوائل المؤرخين العثمانيين الذين سجلوا أحداث الإمبراطورية العثمانية بشكل منهجي.
2. طورسون بك (توفي بعد عام 1488م): أحد المؤرخين العثمانيين الذين عملوا في فترة بداية الإمبراطورية العثمانية، وكان له دور في توثيق فترة حكم السلطان محمد الفاتح وتوسعات الدولة.
3. إدريس البدليسي (ت. 1520م): مؤرخ عثماني من أصول كردية، يعد من أشهر المؤرخين العثمانيين في القرن السادس عشر، وكتب تاريخ "شجرة النسب العثمانية" في كتابه "السلطنة العثمانية"، الذي يعتبر مرجعًا رئيسيًا في تاريخ الدولة العثمانية.
4. ابن كمال باشا (ت. 1534م): فقيه ومؤرخ عثماني بارز، كان له تأثير كبير في تطوير الكتابة التاريخية العثمانية، واهتم بتوثيق فترات الصراعات الداخلية والعلاقات مع القوى الأوروبية.
5. نصوح السلاحي (ت. 1564م): مؤرخ عثماني، وكان له إسهامات كبيرة في تاريخ السلطنة العثمانية خلال القرن السادس عشر، وكتب عن فترات الفتن والصراعات الداخلية.
6. خوجا سعد الدين أفندي (ت. 1599م): من كبار المؤرخين والمفكرين في الدولة العثمانية، واهتم بتوثيق الحياة الاجتماعية والسياسية في العهد العثماني، وكان له تأثير في الفكر التاريخي والعلمي.
7. مصطفى علي عبد المولى (ت. 1600م): مؤرخ عثماني، كان له دور بارز في تدوين أحداث القرن السادس عشر، واهتم بتوثيق الحملات العسكرية والتوسع العثماني.
8. مصطفى السيلانيكي (ت. 1600م): مؤرخ عثماني من مدينة سالونيك، اهتم بتوثيق تاريخ الدولة العثمانية وأحداثها العسكرية، وركز على أحداث حروب العثمانيين مع القوى الأوروبية.
9. حاجي خليفة (كاتب جلبي) (ت. 1647م): مؤرخ وموسوعي عثماني، من أبرز الكتاب في القرن السابع عشر، كتب العديد من المؤلفات التي تناولت التاريخ والجغرافيا والفلسفة، ومن أشهر أعماله "كشف الظنون".
10. بچوي إبراهيم أفندي (ت. 1650م): مؤرخ عثماني، تميز بكتابته عن الأحداث العثمانية، واهتم بشكل خاص بالحياة الاجتماعية والاقتصادية في الدولة العثمانية.
11. أوليا جلبي (ت. بعد 1682م): مؤرخ ورحّالة عثماني، اشتهر برحلته الشهيرة "سياحت نامه"، التي وثّق فيها رحلاته إلى العديد من المدن والمناطق العثمانية.
12. مصطفى نعيمة (1655م–1716م): مؤرخ عثماني من القرن السابع عشر، كتب "تاريخ نامه"، الذي يعد مرجعًا هامًا في تاريخ الدولة العثمانية في تلك الفترة، واهتم بتوثيق الأحداث السياسية والعسكرية.
13. سلحدار فندقلي محمد آغا (ت. 1726م): مؤرخ عثماني، كتب عن الحروب العثمانية والتحديات العسكرية التي واجهتها الدولة العثمانية في القرون السابعة عشر والثامنة عشر.
14. أحمد رسمي أفندي (ت. 1783م): مؤرخ عثماني من القرن الثامن عشر، اهتم بتوثيق أحداث الدولة العثمانية خلال عصره، وكتب في مجالات التاريخ والسياسة.
15. أحمد جودت باشا (ت. 1895م): من أبرز المؤرخين العثمانيين في العصر الحديث، وكتب العديد من المؤلفات التاريخية التي تناولت تطور الدولة العثمانية وأحداثها السياسية والاجتماعية في القرنين التاسع عشر والعشرين.

## مؤرخو العصر الحديث
مؤرخو العصر الحديث يعتبرون جزءًا أساسيًا من بناء فهمنا المعاصر لتاريخ العالم وتطوراته، إذ لا تقتصر كتاباتهم على سرد الأحداث فحسب، بل تشكل أداة لتحليل التغيرات الكبرى التي شهدتها المجتمعات والنظم السياسية في مراحل معينة. من بين هؤلاء المؤرخين، يبرز محمد إقبال، الذي يعتبر واحدًا من أعظم المفكرين والفلاسفة في العالم الإسلامي في العصر الحديث. وُلد إقبال في عام 1877م، وكان له دور كبير في التأثير على الفكر الفلسفي والسياسي في العالم الإسلامي، وخاصة من خلال دعوته إلى نهضة فكرية وثقافية.
على الجانب الآخر، نجد المؤرخ المعاصر جويل هايوارد (مواليد 1964م)، الذي يعكس أسلوبه في الكتابة التوثيقية والتحليلية التحولات التي شهدتها المجتمعات الغربية في العصر الحديث. تميزت أعماله بالدقة في تحليل الأحداث السياسية والاجتماعية التي شكلت الحاضر، وكان لها تأثير واضح على فهم العلاقات الدولية والسياسات المعاصرة.
يأتي كل من محمد إقبال وجويل هايوارد ليقدما رؤى مختلفة تعكس تنوع المؤرخين في العصر الحديث، فبينما يركز إقبال على تجديد الفكر الإسلامي وتعزيز الهوية الثقافية، يساهم هايوارد في توثيق الفترات الحديثة من خلال تحليل الظواهر العالمية والتفاعلات بين القوى الكبرى.
- محمد إقبال (مواليد م877)
- جويل هايوارد (مواليد 1964م)

### هوامش تعريفية مختصرة
تعتبر أعمال المؤرخين في هذه القائمة مصدرًا مهمًا لفهم التحولات السياسية والفكرية التي شهدها العالم الإسلامي والغربي على حد سواء. لقد ساهم كل من محمد إقبال وجويل هايوارد في تقديم رؤى عميقة حول تطور الفكر الإنساني، سواء من خلال الدعوة إلى التجديد في الفكر الإسلامي أو من خلال تحليل التغيرات في النظام العالمي الحديث. تُعد هذه الأعمال مرجعًا مهمًا للباحثين والمهتمين بدراسة التاريخ والفكر المعاصر، لما تحمله من عمق تحليلي ووعي بالتحولات التي شكلت الحاضر. إن إعادة قراءة أعمال هؤلاء المؤرخين تفتح آفاقًا جديدة لفهم تاريخنا المشترك وتشجع على التفكير النقدي في مسار تطور الأمم.
1. محمد إقبال (مواليد 1877م):
  - فيلسوف وشاعر ومفكر باكستاني من أصل هندي، يعتبر من أبرز الشخصيات الفكرية في القرن العشرين.
  - يُعرف بلقب "شاعر الشرق" و"مفكر النهضة الإسلامية"، وقد قدم العديد من الأعمال التي تجمع بين الفلسفة والأدب.
  - لعب دورًا مهمًا في تحفيز الفكر الإسلامي المعاصر ودعوة الأمة الإسلامية إلى التجديد والتحديث.
  - من أشهر أعماله: "تجديد الفكر الديني في الإسلام" و"رسائل إقبال".

1. جويل هايوارد (مواليد 1964م):
  - مؤرخ وباحث أمريكي معاصر، متخصص في دراسات العلاقات الدولية والتاريخ الحديث.
  - اهتم بتحليل التفاعلات السياسية والاقتصادية في العصر الحديث، بالإضافة إلى دراسته حول تأثير القوى الكبرى على النظام العالمي.
  - كتب العديد من الكتب والمقالات التي تناولت التطورات السياسية والاجتماعية في القرن العشرين.